# 790 Pretoria
790 Pretoria este o planetă minoră (asteroid), cu un diametru de 170,37 km, din centura de asteroizi. A fost descoperită pe 16 ianuarie 1912 la Union Observatory⁠(d) de Harry Edwin Wood⁠(d). 
Obiectul prezintă o orbită caracterizată de o semiaxă mare de 3,4013180085969 UAi, o excentricitate de 0,15585921323191, o înclinație de 20,549 ° în raport cu ecliptica.